# Anemone hemsleyi
Anemone hemsleyi är en ranunkelväxtart som beskrevs av Nathaniel Lord Britton. Anemone hemsleyi ingår i släktet sippor, och familjen ranunkelväxter. Inga underarter finns listade i Catalogue of Life.